# Ахакиста

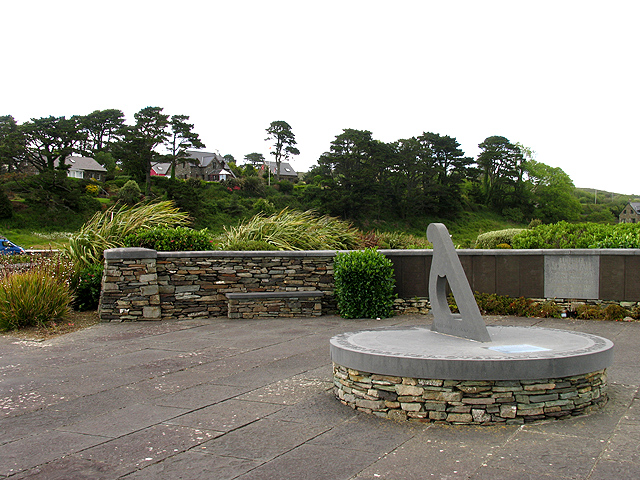
Мемориал

Ахакиста (англ. Ahakista; ирл. Áth an Chiste) — деревня в Ирландии, находится в графстве Корк (провинция Манстер).
23 июня 1986 года в деревне был открыт мемориал в память о террористической атаке 1982 года на рейс 182 компании Air India, в ходе которой после взрыва бомбы на борту погибло более 300 людей.